# Barisone II d'Arborée
Barisone II d'Arborée (mort en 1185) fut  Juge d'Arborée (italien : Giudice) vers 1146 à sa mort. Son  règne correspond à une époque cruciale de l'histoire de la Sardaigne qui voit la fin du conflit entre la république de Pise et Gênes pour le contrôle de l'île et le début de l'invasion catalane. Dans ce contexte, Barisone II obtient en 1164 la première investiture royale pour la Sardaigne de l'empereur Frédéric Ier Barberousse.

## Origine et parenté
Barisone II est le fils de Comita II d'Arborée et d'Elena d'Orrubu. Il nait dans les premières décennies du XIIe siècle et succède à son père à une date indéterminée vers 1146 année où il apparait avec les trois autres Juges de Sardaigne lors de la consécration du monastère de Santa Maria di Bonarcado en présence de l'archevêque de Pise Villanus Villani.

## Règne

Les Judicats de Sardaigne

### Alliance avec la Catalogne
Au début de son règne il poursuit la politique de bonne entente de sa famille avec la république de Pise et le Saint-Siège. Toutefois en 1157 Barisone II répudie son épouse et se remarie en octobre avec  Agalburse de Cervera, fille de Pons de Cervera († 1155), vicomte de Bas et d'Almodis sœur de Raimond-Bérenger IV de Barcelone.
Cette union consacre l'alliance avec le royaume d'Aragon-Catalogne qui recherchait des alliés en Méditerranée occidentale contre les Almoravides maîtres des Baléares qui menaçaient les côtes catalanes. Entre 1157 et 1162 Barisone négocie avec le Conseil des Anciens et l'archevêque de Pise afin d'impliquer la Commune dans cette alliance.
Son accord avec la Catalogne lui permet de mettre en œuvre une politique de conquête en Sardaigne. Il intervient d'abord dans le Judicat de Cagliari sous le prétexte qu'après la mort, sans descendance masculine, de Costantino II Salusio III  en 1163 la succession du Judicat avait été dévolue à son gendre Pietro Ier Torchitorio de Logudoro (1164-1188), second fils du Juge Gonario de Torres († 1153). Barisone envahit le Judicat et oblige Pietro Ier à se réfugier auprès de son frère Barisone II de Torres (1147-1186). Au printemps 1164, Pietro Ier réussit avec l'aide de son frère et d'un contingent Pisan à reconquérir le Cagliaritano et même à envahir l'Arborée, contraignant Barisone II à la retraite.

### Roi de Sardaigne
Basionne II décide alors de se rapprocher de Gènes, où il débarque le 22 juin 1164. Il obtient l'appui de l'empereur Frédéric Barberousse, à qui il a envoyé comme ambassadeur Ugo évêque de Santa Giusta. L'empereur, après avoir investi en 1152 son oncle maternel Welf VI du titre de « Rector et princeps Sardiniæ », cède la Sardaigne à Barisone II ; le 3 août 1164 à Pavie, dans l'église San Siro, ce dernier reçoit le titre de  « Roi de Sardaigne » contre un versement de 4.000 marks d'argent qui confirme la souveraineté impériale sur l'île malgré les protestations des Pisans présents qui proclament que Barisone est leur propre vassal et réaffirment leurs droits sur l'île. Les Juges de Cagliari et de Torres, alliés de la république de Pise mettent à profit la situation pour envahir de nouveau l'Arborée. Barisone doit de plus emprunter à la Commune de Gênes et à plusieurs citoyens génois la somme de 4.000 marks due à l'empereur pour son investiture royale. En septembre 1164, il doit souscrire une série d'emprunts  onéreux  qui prévoient le paiement de 100.000 livres d'intérêts, un cens annuel de 400 marks et des concessions commerciales, dont la liberté de commerce pour les négociants génois dans le port d'Oristano et sur l'ensemble du territoire du Judicat. Par ailleurs Gènes obtient la concession d'un domaine propre à Oristano et reçoit en garantie de bonne exécution des accords le contrôle des châteaux d'Arcuentu et de Marmilia, qu'elle s'engage à protéger des Pisans.

### Entre Gènes et Pise
L'année suivante, l'empereur Frédéric Barberousse fait volte-face et le 12 avril 1165, il donne l'investiture de la Sardaigne à la république de Pise ! Une armée pisane débarque dans l'île pour combattre les Génois. Au cours de l'été 1168 Barisone doit se rendre à Gènes et conclure un nouvel accord avec la Commune, qui aggrave les conditions des premiers traités. Barisone est traité comme un débiteur insolvable et il doit accepter que le consul génois Nuvolone Alberici se rende dans l'île négocier un accord direct avec les Juges de Torres et de Cagliari afin de rétablir la paix dans l'île.
La paix conclue met fin aux ambitions de Barisone, qui n'est libéré qu'à condition que son épouse Agalbursa, l'un de ses petits-fils Pons de Bas et d'autres otages soient transférés à Gènes. Ces otages sont libérés en 1171, après que la république de Pise et Gènes ont finalement établi la paix dans l'île. En 1180 Barisone II reprend néanmoins une dernière fois les armes contre le Juge de Cagliari, mais après quelques succès initiaux il est vaincu et doit se soumettre à la paix imposée par les consuls pisans.
Pendant son règne, Barisone II s'implique dans le développement de l'Église en Sardaigne. En 1182  il fait don à l'abbaye de Mont-Cassin de l'église de San Nicola de Gurgo et la dote de vastes domaines et de serfs. Il fonde un hospice à Oristano dont il reste encore quelques vestiges et un monastère, précisant qu'il doit être destiné à douze moines dont quatre devront se former à l'étude de lettres de manière à être capables d'occuper des sièges épiscopaux et de traiter les affaires de son État avec la cour pontificale et la cour impériale. À la fin de sa vie il se rapproche de Pise et noue des rapports financiers avec le marchand pisan Ranuccio di Boccio. Barisone II meurt en 1185.

## Union et postérité
Barisone II épouse en premières noces  Pellegrina de Lacon, issue d'une ancienne famille sarde avec qui il a cinq enfants:
- Pietro Ier d'Arborée,
- Barisone, († 1189)
- Susanna, qui épouse un fils de  Comita Ier Spanu de Gallura,
- Sinispella, qui épouse en premières noces Ugo Pons de Cervera († 1189), vicomte catalan de Bas[2]; dont Ugone Ier d'Arborée. Elle épouse ensuite Comita de Torres.

En 1157 Barisone II répudie son épouse ; il se remarie en octobre de la même année avec  Agalbursa de Cervera, fille de Pons II de Cervera († 1155), vicomte de Bas, et d'Almodis, une sœur de Raimond-Bérenger IV de Barcelone.